# باب اليمن (يريم)

تعديل مصدري - تعديل

باب اليمن هي إحدى حارات حي يريم بمدينة يريم أحد مدن محافظة إب، بلغ تعداد سكانها 466 نسمة حسب تعداد اليمن لعام 2004.